# Campeonato Mundial de Atletismo de 2009 - Salto triplo masculino
O salto triplo masculino do Campeonato Mundial de Atletismo de 2009 teve sua fase qualificatória em 16 de agosto, com final em 18 de agosto no Olympiastadion, em Berlim.

## Recordes
Antes desta competição, os recordes mundiais e do campeonato nesta prova eram os seguintes:
| Tipo                  | Atleta           | Distância | Local      | Data                | Ref |
| --------------------- | ---------------- | --------- | ---------- | ------------------- | --- |
|                       | Jonathan Edwards | 18,29     | Gotemburgo | 7 de agosto de 1995 | ver |
| Recorde do campeonato | Jonathan Edwards | 18,29     | Gotemburgo | 7 de agosto de 1995 | ver |

## Medalhistas
| Ouro                 | Prata              | Bronze               |
| Phillips Idowu (GBR) | Nelson Évora (POR) | Alexis Copello (CUB) |

## Resultados

### Eliminatórias
Estes são os resultados das eliminatórias. Os 46 atletas inscritos foram divididos em dois grupos, se classificando para a final os saltadores que atingissem 17,15m (Q) ou, no mínimo, doze atletas com as melhores marcas (q).
| Pos. | Atleta                      | Distância | Notas                |
| ---- | --------------------------- | --------- | -------------------- |
| 1    | GBR Phillips Idowu          | 17,32 (Q) |                      |
| 2    | BAH Leevan Sands            | 17,20 (Q) | Recorde da temporada |
| 3    | CUB Arnie David Girat       | 17,15 (Q) |                      |
| 4    | BUL Momchil Karailiev       | 17,07 (q) |                      |
| 5    | RUS Igor Spasovkhodskiy     | 17,02 (q) |                      |
| 6    | GBR Nathan Douglas          | 17,00 (q) |                      |
| 7    | SVK Dmitrij Valukevic       | 16,96 (q) |                      |
| 8    | GBR Onochie Achike          | 16,94     |                      |
| 9    | ITA Fabrizio Schembri       | 16,88     |                      |
| 10   | CUB Yoandris Betanzos       | 16,77     |                      |
| 11   | BLR Dzmitry Dziatsuk        | 16,58     |                      |
| 12   | KOR Deokhyeon Kim           | 16,58     |                      |
| 13   | UKR Yevgen Semenenko        | 16,54     |                      |
| 14   | JAM Julian Reid             | 16,49     |                      |
| 15   | BRA Jefferson Sabino        | 16,34     |                      |
| 16   | HAI Samyr Laine             | 16,34     |                      |
| 17   | USA Kenta Bell              | 16,32     |                      |
| 18   | BRN Mohamed Yusuf Salman    | 16,05     |                      |
| 19   | MDA Vladimir Letnicov       | 15,88     |                      |
| 20   | ITA Fabrizio Donato         | 15,81     | Recorde da temporada |
| 21   | ESP Andrés Capellán         | 15,80     |                      |
|      | GER Charles Michael Friedek | NM        |                      |
|      | ISR Yochai Halevi           | DNS       |                      |

| Pos. | Atleta                  | Distância | Notas                |
| ---- | ----------------------- | --------- | -------------------- |
| 1    | POR Nelson Évora        | 17,44 (Q) |                      |
| 2    | CHN Li Yanxi            | 17,27 (Q) | Recorde da temporada |
| 3    | FRA Teddy Tamgho        | 17,11 (q) | Recorde da temporada |
| 4    | BRA Jadel Gregório      | 17,06 (q) |                      |
| 5    | CUB Alexis Copello      | 16,99 (q) |                      |
| 6    | USA Brandon Roulhac     | 16,94     |                      |
| 7    | NGR Tosin Oke           | 16,87     | Recorde pessoal      |
| 8    | GRN Randy Lewis         | 16,73     |                      |
| 9    | UKR Mykola Savolaynen   | 16,72     |                      |
| 10   | ECU Hugo Chila          | 16,70     | Recorde nacional     |
| 11   | CMR Hugo Mamba-Schlick  | 16,63     | Recorde da temporada |
| 12   | USA Walter Davis        | 16,62     |                      |
| 13   | AUS Alwyn Jones         | 16,57     |                      |
| 14   | UKR Viktor Yastrebov    | 16,31     |                      |
| 15   | RUS Evgeniy Plotnir     | 16,29     |                      |
| 16   | GRE Dimítrios Tsiámis   | 16,23     |                      |
| 17   | ITA Daniele Greco       | 16,18     |                      |
| 18   | KAZ Yevgeniy Ektov      | 16,13     |                      |
| 19   | LTU Mantas Dilys        | 16,09     |                      |
| 20   | EST Lauri Leis          | 15,98     |                      |
| 21   | BRA Leonardo dos Santos | 15,95     |                      |
| 22   | VIE Hung Nguyen Van     | 15,56     |                      |
| 23   | MAC Si Kuan Wong        | 14,78     |                      |

### Final

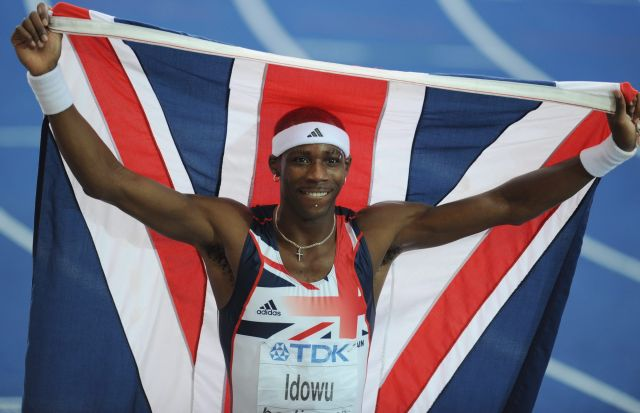
Phillips Idowu, campeão mundial.

Estes são os resultados da final:
| Pos               | Atleta                  | #1    | #2    | #3    | #4    | #5    | #6    | Res.  | Notas                |
| ----------------- | ----------------------- | ----- | ----- | ----- | ----- | ----- | ----- | ----- | -------------------- |
| Medalha de ouro   | GBR Phillips Idowu      | 17,51 | 17,44 | 17,73 | x     | x     | x     | 17,73 |                      |
| Medalha de prata  | POR Nelson Évora        | 17,54 | x     | 17,38 | x     | 17,33 | 17,55 | 17,55 |                      |
| Medalha de bronze | CUB Alexis Copello      | 17,06 | 17,19 | 14,82 | x     | 17,04 | 17,36 | 17,36 |                      |
| 4                 | BAH Leevan Sands        | 17,20 | 17,08 | 16,96 | 17,05 | 17,32 | 16,99 | 17,32 | Recorde da temporada |
| 5                 | CUB Arnie David Girat   | 17,26 | 17,18 | x     | 17,19 | 17,01 | 17,06 | 17,26 |                      |
| 6                 | CHN Li Yanxi            | 16,95 | 16,92 | 14,23 | 17,23 | x     | 16,75 | 17,23 |                      |
| 7                 | RUS Igor Spasovkhodskiy | 16,73 | 16,91 | 14,66 | 14,75 | 16,37 | x     | 16,91 |                      |
| 8                 | BRA Jadel Gregório      | x     | 16,89 | 16,84 | 16,70 | x     | x     | 16,89 |                      |
| 9                 | BUL Momchil Karailiev   | 16,82 | 16,78 | 16,81 |       |       |       | 16,82 |                      |
| 10                | GBR Nathan Douglas      | 16,78 | 15,44 | 16,79 |       |       |       | 16,79 |                      |
| 11                | FRA Teddy Tamgho        | x     | 16,79 | x     |       |       |       | 16,79 |                      |
| 12                | SVK Dmitrij Valukevic   | x     | x     | 16,54 |       |       |       | 16,54 |                      |

- x = Salto inválido

Legenda
| Recorde mundial       | Recorde mundial (World record)               |                       | Recorde africano                      | Recorde africano (African) |                                           | Q | Classificado por posição (Qualified) |
| Recorde do campeonato | Recorde do campeonato (Championship record)  | Recorde da América    | Recorde da América (Americas)         | q                          | Classificado por melhor tempo (Qualified) |   |                                      |
| Melhor marca do ano   | Melhor marca do ano (World leading)          | Recorde asiático      | Recorde asiático (Asian)              | DNS                        | Não largou (Did not start)                |   |                                      |
| Recorde nacional      | Recorde nacional (National record)           | Recorde europeu       | Recorde europeu (European)            | DNF                        | Não terminou (Did not finish)             |   |                                      |
| Recorde pessoal       | Recorde pessoal do atleta (Personal best)    | Recorde da Oceania    | Recorde da Oceania (Oceania)          | DSQ / DQ                   | Desclassificado (Disqualified)            |   |                                      |
| Recorde da temporada  | Recorde da temporada do atleta (Season best) | Recorde sul-americano | Recorde sul-americano (South America) | NM                         | Sem marca (No mark)                       |   |                                      |